# Afrixalus crotalus
Afrixalus crotalus е вид жаба от семейство Hyperoliidae. Видът не е застрашен от изчезване.

## Разпространение
Разпространен е в Зимбабве, Малави и Мозамбик.